# Jonas Nilsson Bredberg
Jonas Nilsson Bredberg, född den 4 juni 1707 i Bredbyn i Njurunda socken, Västernorrlands län, död den 7 juni 1774  i Ljustorps prästgård i Ljustorps socken, samma län, var en svensk präst. Han var far till Erik Bredberg.
Bredberg genomgick Härnösands trivialskola från 1718 och blev student vid Uppsala universitet 1727. Han prästvigdes för Härnösands stift 1729 och pastorsadjunkt i Njurunda församling samma år. Bredberg blev komminister i Sundsvall 1730, tillika komminister i Selångers församling 1743, kyrkoherde i Ljustorps församling 1755 och prost i Medelpads norra kontrakt 1768. Han var ledamot av prästeståndet vid riksdagen 1769. Bredberg är begraven framför altaret i Ljustorps kyrka.